# Mount Renouard
Mount Renouard är ett berg i Antarktis. Det ligger i Östantarktis. Australien gör anspråk på området. Toppen på Mount Renouard är 970 meter över havet.
Terrängen runt Mount Renouard är platt. Trakten är obefolkad. Det finns inga samhällen i närheten.